# Molí de l'Arbre Sec
El Molí de l'Arbre Sec és un edifici protegit com a bé cultural d'interès local al veïnat de l'Arbre Sec nord-est del nucli urbà de la població de Ventalló, a escassa distància del veïnat de Valveralla i a pocs metres de l'encreuament entre la C-31 i la GIV-6302. En origen, l'edifici fou destinat a molí fariner i, més tard, fou ampliat i dedicat també a la molta de pinsos per al bestiar. A partir de l'any 1933, la producció de blat es mecanitzà, en canvi la del pinso es continuà fent amb les moles de pedra. Als anys cinquanta, l'edifici fou destinat a magatzem i fàbrica de farines. Constava de quatre molins dobles amb una producció de 6.400 quilos cada dia. En els anys vuitanta fou remodelat com a restaurant, i l'any 2004 estava destinat a la fabricació artesanal de calçat. Actualment, és destinat a habitatge.
Edifici format per diversos cossos adossats, que li confereixen una planta en forma de L. El cos principal es correspon amb l'antic molí, el qual conserva íntegrament el sistema de voltes, la bassa i part de la maquinària utilitzada per posar-lo en funcionament. És de planta rectangular, amb la coberta de dues vessants i distribuït en planta baixa i dos pisos. En general, les obertures són rectangulars, amb l'emmarcament arrebossat. A la façana orientada a la bassa hi ha una placa commemorativa de l'any de construcció, 1852. La part més destacable és el soterrani de l'edifici, format per cinc voltes de canó sostingudes per pilastres quadrades i bastides amb maons. El rec del Molí circulava per sota l'edifici a través dels carcabans que inclouen les rodes, entrant directament a la gran bassa, que actualment es troba enjardinada. Adossat en perpendicular a la banda sud del molí hi ha un cos rectangular d'una sola planta, amb la coberta d'un sol vessant, del que destaca el portal d'arc rebaixat adovellat, situat a la façana de llevant orientada a la bassa. Cap a la banda nord hi ha dos cossos més adossats, el central cobert amb terrassa i l'altre rehabilitat com habitatge. A l'interior, els cossos principals presenten embigats de fusta amb revoltons. La construcció es troba arrebossada i emblanquinada, amb la divisòria dels pisos destacada amb una motllura bastida amb maons.

## Història
1. 1 2 3  «Molí de l'Arbre Sec». Inventari del Patrimoni Arquitectònic de Catalunya.   Direcció General del Patrimoni Cultural de la Generalitat de Catalunya. [Consulta: 1r setembre 2015].